# 전해성 (1967년)
전해성(1968년 ~ )은 대한민국의 인권 운동가이자 시민운동가, 자동차 세차 기술자이다. 초동회(草同會)와 끼리끼리의 창립 멤버였다.  현재는 수의사로 동물병원을 운영하고있다.
1993년 12월 초동회의 창립에 참여했고, 1994년 11월 27일 여성 동성애자 인권단체 끼리끼리(한국레즈비언상담소의 전신)의 출범에 참여하고 제1대 회장으로 선출되었다. 1996년 이해솔, 김은하 등과 함께 레즈비언 최초로 커밍아웃을 하였다.

## 생애

### 초동회 창립에 참여
대학졸업 후 사업체에서 취직하여 소속되던 중 자신을 레즈비언이라고 밝혀 물의가 빚어져 사퇴 후에 자동차 세차를 하게 되었다.
1993년 11월 장진석 등 7명과 함께 초동회(친구사이의 전신)의 창립에 참여하였다. 공식 출범은 그해 1월 7일에 출범하였다. 그러나 레즈비언 3명, 남성 호모섹슈얼 3명으로 시작했지만 조직적 활동을 통해 동성애자로 분류됨의 정의하에 행정적인 성별이 갖는 사회적 조건의 차이를 인지하고 여성 레즈비언만의 독자조직구성에 필요성을 깨닿게 되어 남성 호모섹슈얼 멤버들과는 분리를 결정, 2개월만에 조직의 해체를 결정한다. 94년 1월에 뜻을 함께하다 각자의 구체적인 조직 구성 의도에 의해 분리된 남성 호모섹슈얼 멤버들은 ‘친구사이’를, 레즈비언 멤버들은 같은 해 11월(레즈비언 멤버들은 자체조직을 만들 노동력과 인원이 남성 호모섹슈얼 멤버들에 비해 부족할 수밖에 없어서 10개월을 소요하고 5명의 소중한 회원을 시작으로) ‘끼리끼리’를 만들었다. 이후 전해성은 친구사이 소식지에 10개월 간 꾸준히 홍보하여 레즈비언들을 규합했다.

### 끼리끼리 조직
1994년 11월 27일 그는 대학생 레즈비언 회원 5명과 의기투합, 여성 동성애자 인권단 끼리끼리(한국레즈비언상담소의 전신)의 출범에 참여하였다. 1994년 12월에는 "끼리끼리"가 단체소식지 1호를 발행하였다. 출범 초기에는 7명의 회원 뿐이었으나 120명으로 회원수가 늘어났다.
전해성은 이 점에 대해 "대한민국에는 게이 바도 여러 군데 있고 그나마 게이들의 모임은 레즈비언 모임보다 훨씬 자유롭고 활발한 것이 사실입니다. 레즈비언들의 커밍아웃을 위한 적극적인 프로그램이나 운동이 필요하다는 생각이 들어 끼리끼리로 독립했습니다."고 하였다. 1995년 3월 전해성은 끼리끼리의 회장을 그만두었고 끼리끼리는 이은정, 이해솔 등 다른 여성회장들을 맞이했다, 전해성은 다시 끼리끼리의 4대 회장직을 맡게 되었다.
1995년 8월 9일부터 8월 15일까지 타이완에서 개최된  제3회 아시안 레즈비언 대회(ALN-Asian Lesbian Network)에 참석하고 돌아왔다. 이때 정현수, 김송혜숙 등이 함께 다녀왔다.

### 공개 커밍아웃
1996년 이해솔, 김은하 등과 함께 SBS 방송 '송지나의 취재파일'에 레즈비언 최초로 커밍아웃을 하였다. 송지나의 취재파일은 1996년 영화 '내일로 흐르는 강' 논란이 발생하자 레즈비언 활동가들을 취재했고, 그는 이해솔 등과 함께 "여자를 사랑하는 여자 레즈비언"이라는 제목의 다큐에 참여하였다. 그러나 레즈비언운동단체‘끼리끼리’의 역대 회장이었던 이해솔, 전해성씨 등은 이 텔레비전 프로그램에서 커밍아웃했다가 그 일자리를 잃었다. 그 후 세차 일을 하는 한편 끼리끼리 활동가로 활동하였다.
후일 여성신문의 인터뷰에서 그는 '언젠가 자신이 레즈비언이라는 사실을 거리낌없이 말할 수 있으리라 오랫동안 작정해 왔기 때문인지 이제는 오히려 후련하고 잘 된 일이라'고 반응했다 한다.
1996년 1월 레즈비언 언론 또다른 세상 제1호를 창간하고, 발행인 겸 편집장이 되었다. 2월 다시 끼리끼리의 회장직을 맡았다. 이후 2호까지 발행하다가 그해 11월 또다른 세상 3호의 발간 때 이해솔에게 편집장직을 일임했다. 1997년 2월 다시 끼리끼리의 5대 회장에 선출되어 1998년 1월까지 회장직을 수행했다. 1998년 1월 또다른 세상 지의 5호와 6호(1998.10)의 발행을 도맡았다. 1999년 5월 10일 또다른 세상 7호의 때 다시 편집장직을 이해솔씨에게 넘겼다.

### 인권 운동
2005년 2월 25일 <레즈비언인권연구소>와 <변태소녀 하늘을 날다>에서는 커밍 아웃의 정치학, 아웃팅의 윤리를 주제로 토론을 개회했다. 그는 이 토론회에 참석하였다. 2월 28일 끼리끼리 등의 아웃팅 반대 운동에 대해 "운동단체가 브루카(이슬람 여성들의 전신을 가리는 천)를 벗어던지라고 하는 게 아니라 더 견고한 브루카를 짜주겠다고 이야기하는 것은 올바른 방향이 아니다."라고 지적하였다.
2005년 7월 10일 새싹 2005 주최 '레즈비언, 꿈꾸고 생각하다'의 연사의 한 사람으로 참여하였다.

## 평가
'전해성씨의 텔레비전 커밍아웃은 이러한 담론 속에 파묻혀 자기 목소리를 내지 못하고 있는 레즈비언들이 사회의 당당한 한 구성원으로서 세력을 형성하려는 움직임의 신호탄이다.'라는 평가가 있다. 또 ' 레즈비언 97% 자살 충동 경험과 관련해 김진아씨는"사회적으로 인정받지 못한 우리 레즈비언들의 위기의식 때문"이라 잘라 말한다.  위기 의식 때문에 드러내 놓고 살아가지 못하는 레즈비언의 삶을 이제는 사회적으로 인정받고 싶다는 바램과 여전히 자기 자신에게조차 자신을 인정하려 들지 않는 레즈비언들을 돕고 싶다는 마음이 전해성씨의 적극적인 커밍아웃을 도운 것이다.'라는 시각도 있다.

## 같이 보기
- 레즈비언상담소
- 초동회
- 친구사이
- 이해솔